# Kiruna
Kiruna je grad i središte istoimene općine u sjevernoj Švedskoj u županiji Norrbotten u pokrajini Lappland. Grad je osnovan 1900. godine a njegovim osnivačem smatra se Hjalmar Lundbohm. 

## Stanovništvo
Prema podacima o broju stanovnika iz 2008. godine u gradu živi 18.154 stanovnika.

## Gradovi prijatelji
- Norveška, Narvik
- Rusija, Arhangelsk

## Vanjske poveznice
- Službene stranice grada

### Ostali projekti
|  | Zajednički poslužitelj ima još gradiva o temi Kiruna |